# يوجين بولي
يوجين بولي (بالإنجليزية: Eugene Polley) (29 نوفمبر 1915، 20 مايو 2012)  هو مهندس الكتروني، ومديراً لشركة زينيث، وهو أول من اختراع أول جهاز التحكم عن بعد لاسلكية للتلفزيون.
ولد يوجين بولي في 29 نوفمبر 1915 في شيكاغو، إلينوي. ودرس في كلية مدينة شيكاغو، و معهد إلينوي للتكنولوجيا لكنه انقطع عن الدراسة قبل التخرج. وفي عام 1935، تم التعاقد معه في شركة زينيث للالكترونيات لتسويق الأسهم، ثم انتقل إلى قسم قطع الغيار في الشركة، حيث صمم أول كاتلوج للشركة، ثم نقل إلى قسم الهندسة، وهناك شملت مهامه العمل على الرادار خلال الحرب العالمية الثانية لصالح وزارة دفاع الولايات المتحدة.
اخترع يوجين أول جهاز لاسلكي للتحكم عن بعد في التليفزيون عام 1955، بينما كان يعمل مهندسا لدى شركة زينيث للإلكترونيات في شيكاغو، وحصل على مكافأة قدرها ألفا دولار لاختراعه التاريخي، ثم حاز جائزة «إيمي» عام 1997 لإسهاماته في صناعة التليفزيون. كما ساهم يوجين في تطوير أقراص الفيديو.
تدرج يوجين في المناصب في شركة زينيث للإلكترونيات، حيث عمل كمهندس إنتاج ومهندس ميكانيكي، ثم مديراً لمجموعة تسجيل الفيديو في الشركة، ثم مديراً لإدارة مجموعة التصميم الميكانيكي، وأصبح في نهاية المطاف مساعد رئيس شعبة مجموعة زينيث للإلكترونيات في الهندسة الميكانيكية. تقاعد بعد حياة مهنية حافلة بالعطاء استمرت ل 47 عاماً. وحصل على 18 براءة اختراع في الولايات المتحدة.